# Analogi (biologi)
Analogi eller homoplasi är inom evolutionsbiologin en beteckning på en morfologisk och/eller genetisk likhet mellan två taxa som inte uppkommit genom nedärvda karaktärer från en gemensam förfader, utan istället genom parallell evolution, konvergent evolution (framkallat av ett likartat levnadssätt) eller reversion (återgång till ett ursprungligare karaktärsstadium). Dessa karaktärer kallas homoplasier eller analoger.
Att skilja på analogi och homologi är viktigt i taxonomiska sammanhang, då organismer som kan verka lika vid en första anblick, ibland visar sig inte vara särskilt nära besläktade.